# المملح (مأرب)

تعديل مصدري - تعديل

المملح هي إحدى قرى عزلة ال قزعة بمديرية مأرب التابعة لمحافظة مأرب، بلغ تعداد سكانها 824 نسمة حسب تعداد اليمن لعام 2004.